# بو آندرسون
بو آندرسون (به سوئدی: Bo Andersson) (زاده ۱۶ اکتبر ۱۹۵۵) کارآفرین، دیپلمات و مدیر اجرایی سوئدی است، که در حال حاضر به‌عنوان رئیس هیئت مدیره شرکت آوتوواز فعالیت می‌کند.